# Siirtspor
Siirt S.K. était un club sportif situé à Siirt, en Turquie. Il est fondé sous le nom de Siirt YSE (Road Water Electricity) en 1969. Il est renommé Siirt Köy Hizmetleri en 1989, puis Siirt Jetpa S.K. en 1999, et enfin Siirt S.K. en 2002.

## Participations
- Superlig: 2000–01
- TFF First League : 1985–98, 1999–00, 2001–02
- TFF Second League: 1984–85, 1998–99, 2002–07
- TFF Third League: 2007–2014
- Amateur: 1969–84, 2014–2020